# Compostos fenólicos
Na química orgânica, compostos fenólicos são uma classe de compostos químicos que consistem em um grupo hidroxilo ligado diretamente a um grupo hidrocarboneto aromático. O mais simples é a classe de fenol, que também é chamado ácido carbólico. Os compostos fenólicos são classificados como fenóis simples ou polifenóis, com base no número de unidades de fenol na molécula.
Organismos que sintetizam compostos fenólicos fazem em resposta a pressões ecológicas, tais como ataque de patógenos e insetos, a radiação UV e a feridas. Como eles estão presentes em alimentos consumidos na dieta humana e em plantas utilizadas na medicina tradicional de várias culturas, o seu papel na saúde humana e em doenças é um tema de pesquisa. Alguns fenóis são germicidas e são usados na formulação de desinfectantes. Outros possuem atividade estrogênica e interrupção endócrina.
Os compostos fenólicos são um grupo de antioxidantes não enzimáticos que combatem os radicais livres, que podem ter diversas atividades no organismo. Quando em excesso, os radicais livres promovem o processo de estresse oxidativo e por consequência, trazem complicações, uma delas é o envelhecimento celular. Os compostos fenólicos são dividos em dois grupos principais:
- Fenóis: Compostos simples, originados pela via do ácido xiquímico a partir de carboidratos ou pela via do acetato-polimalato (acetil-CoA e malonil-CoA) - sabor e odor, defesa, antioxidantes, antibacterianos.
  - Ácidos fenólicos
    - Derivados do ácido benzóico: ácido gálico (dicotiledôneas)
    - Derivados do ácido cinâmico: ácido o-cumarico
    - Ésteres e heterosídeos de ácidos fenólicos e cinâmico
      - Derivados do ácido fenilacrílico
      - Derivados do ácido cafeico: ácido clorogênico (antioxidante), cinarina (colerético)
      - Derivados do ácido tartárico: ácido chicórico
      - Derivados do ácido láctico
      - Derivados do ácido p-cumárico e ferúlico
      - Derivados fenilacrílicos

Compostos fenólicos podem atuar como inibidores em vários processos de desenvolvimento. Em nível celular, influenciam o metabolismo de lipídios e o mecanismo bioquímico da respiração, inibindo o transporte de glicose e a síntese de celulose. No que se refere à floração, existem evidências experimentais da participação direta dos compostos fenólicos nesse processo, por meio de sua inter-relação com hormônios, podendo tanto inibir quanto estimular a floração, dependendo do tipo de composto e de sua concentração (LADEIRA et al., 1987).

Os compostos fenólicos são substâncias amplamente distribuídas na Natureza, mais de 8000 compostos fenólicos já foram detectados em plantas. Esse grande e complexo grupo faz parte dos constituintes de uma variedade de vegetais, frutas e produtos industrializados. Podem ser pigmentos, que dão a aparência colorida aos alimentos, ou produtos do metabolismo secundário, normalmente derivado de reações de defesa das plantas contra agressões do ambiente. Esses compostos agem como antioxidantes, não somente pela sua habilidade em doar hidrogênio ou elétrons, mas também em virtude de seus radicais intermediários estáveis, que impedem a oxidação de vários ingredientes do alimento, particularmente de lipídios (BRAND-WILLIAMS; CUVELIER; BERSET, 1995). 

## Classificação
Existem vários sistemas de classificação.  Um esquema utilizado baseia-se no número de átomos de carbono e foi concebido por Jeffrey Harborne e Simmonds, em 1964 e publicado em 1980: 
Eles podem também ser classificados em função do número de grupos fenólicos. Eles podem portanto, ser chamados fenóis simples ou monofenóis tendo apenas um grupo fenólico, ou bi, tri e oligo, com dois, três ou vários grupos fenólicos, respectivamente.
Os fenóis naturais mais estudados são os Flavonoides, que incluem milhares de compostos, entre eles os flavonóis, flavonas, flavan-3ol (catequinas), flavanonas, antocianidinas e isoflavonas. 

## Conteúdo na alimentação humana
Fontes notáveis de fenóis naturais na nutrição humana incluem frutas, chá, cerveja, azeite, chocolate ou cacau, café, romãs, pipoca, erva-mate, frutas e bebidas à base de frutas (incluindo cidra, vinho e vinagre) e legumes. Ervas e especiarias, frutas secas (nozes, amendoim) e algas também são potenciais significativos para o fornecimento de certos fenóis naturais.
Fenóis naturais também podem ser encontradas em origens gordas como o óleo de oliva. Azeite não filtrado apresenta os níveis mais elevados de fenóis ou fenóis polares que formam um complexo de fenol-proteína complexa.
Os compostos fenólicos, quando utilizados em bebidas, tais como o sumo de ameixa, têm-se mostrado úteis nos componentes de cor e sensoriais, tais como atenuar a amargura.
Alguns defensores da agricultura orgânica alegam que produtos orgânicos como batatas, laranjas e verduras têm mais compostos fenólicos e estes podem fornecer proteção antioxidante contra doenças cardíacas e câncer. No entanto, evidências de diferenças substanciais entre alimentos orgânicos e alimentos convencionais é insuficiente para fazer reivindicações que o alimento orgânico é mais seguro ou mais saudável do que o alimento convencional.

## Metabolismo humano
Em animais e seres humanos, após a ingestão, fenóis naturais tornam-se parte do metabolismo xenobiótico. Nas reações subsequentes de fase II, estes metabolitos ativados são conjugados com espécies carregadas, tais como a glutationa, sulfato, glicina ou do ácido glucurónico. Estas reações são catalisadas por um grupo grande de transferases com ampla especificidade.

## Nutrição
Os compostos fenólicos fazem parte dos componentes não essenciais da alimentação e apresentam bioatividade ligada à sua capacidade de quelatar metais, inibir a enzima lipoxigenase e sequestrar radicais livres. No entanto, estes compostos também exibem atividade pró-oxidante in vitro, ao quelatar metais de modo a manter ou intensificar a sua atividade catalítica ou reduzindo metais, aumentando a sua capacidade de formar radicais livres a partir de peróxidos.
Existem fortes evidências dos benefícios para a saúde resultantes do consumo de alimentos contendo compostos fenólicos; no entanto, não são ainda bem conhecidas as relações entre a sua bioatividade e as suas propriedades antioxidantes. O fato de estes compostos poderem agir como antioxidantes ou pró-oxidantes, dependendo das condições,os antioxidantes podem servir como redutores ou inibidores da rancidez oxidativa,e tambem, indica que o seu consumo, na forma de suplementos alimentares ou mesmo em alguns alimentos, pode não ser prudente até existir um conhecimento mais aprofundado sobre os mesmos.
- Flavonoides: Vários anéis fenólicos.